# Raffinerie tirlemontoise
La Raffinerie Tirlemontoise (en néerlandais : Tiense Suikerraffinaderij) est le nom d'une sucrerie et d'un groupe industriel fondés en 1836 et ayant son siège principal à Tirlemont dans le quartier de Grimde en Belgique.

## Histoire

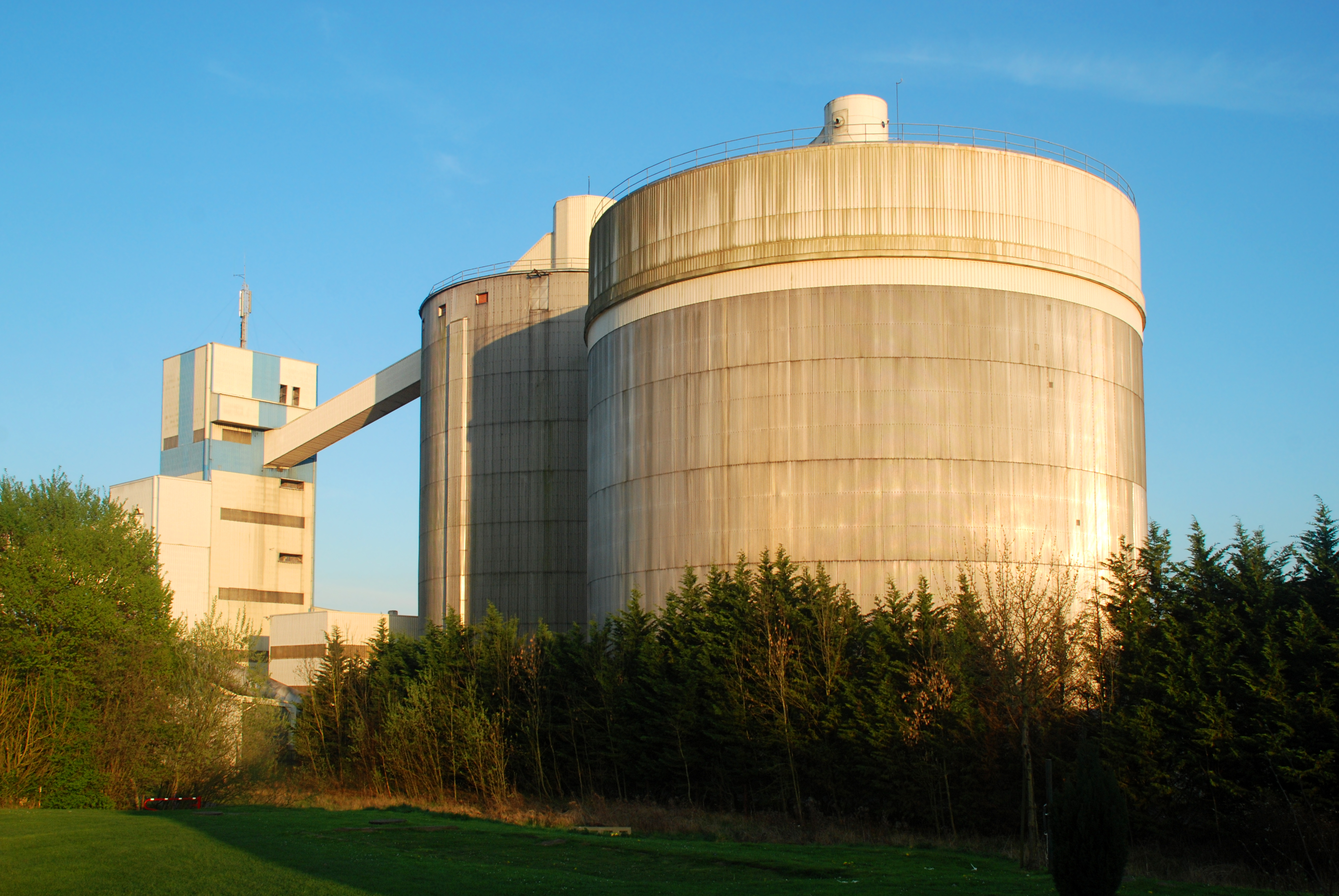
Sucreries de Genappe.

Vers 1850, Louis Vinckenbosch (1828-1891) en prit possession. La famille Vinckenbosch en conserva le contrôle durant trois générations

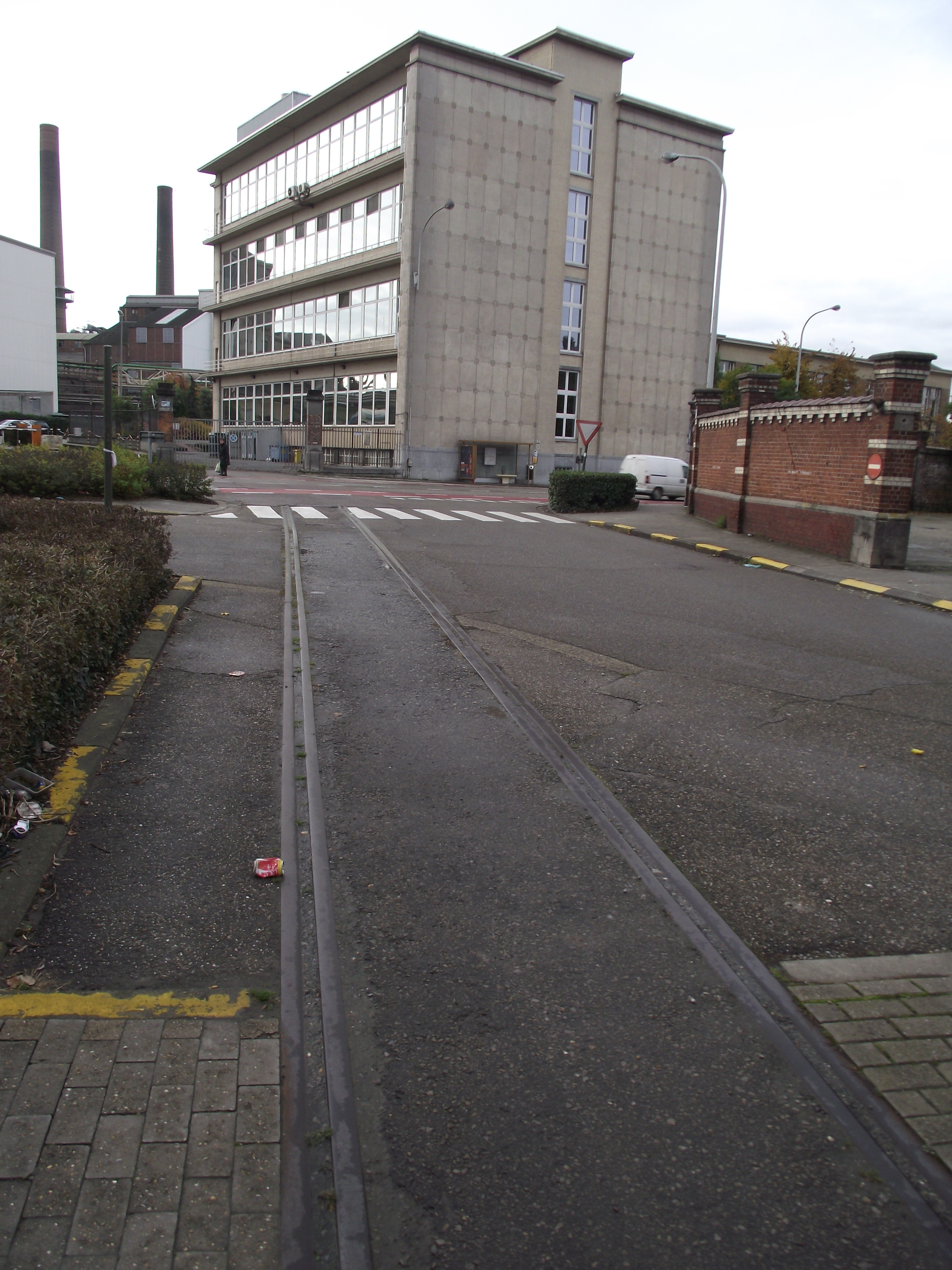
Installation terminale embranchée menant à la raffinerie tirlemontoise.

La Raffinerie Tirlemontoise devient une société anonyme le 17 septembre 1887.
Paul et Frantz Wittouck, propriétaires des Sucreries de Wanze, rachètent la Raffinerie Tirlemontoise à la famille Vinckenbosch en 1894.
Le groupe Raffinerie Tirlemontoise (Groupe RT) intègre les Sucreries de Wanze, de Braives et des Waleffes en 1928, les Sucreries de Genappe en 1929, la Sucrerie de Brugelette en 1930, Candico en 1969 et Lebbe en 1970.
La Raffinerie Tirlemontoise lance les sucres Ti-Light.
La famille Wittouck et Guy Ullens cèdent la Raffinerie Tirlemontoise pour un milliard d'euros au groupe Südzucker en 1989.
Avec un chiffre d'affaires de plus de 1 600 millions d'euros, la Tirlemontoise se positionne toujours parmi les groupes industriels les plus puissants de Belgique.

## Apparition dans la culture populaire
À la page 137 de Tintin au pays des Soviets, le premier album de la série, lorsque Tintin et Milou reviennent d'URSS en train en passant par Tirlemont, on peut apercevoir les cheminées des raffineries sucrières de ladite entreprise. Milou dit alors: « Tirlemont !... C'est là que se trouvent des mines de sucre raffiné ? ».